# Tsubaki Ike
Tsubaki Ike är en sjö i Antarktis. Den ligger i Östantarktis. Norge gör anspråk på området. Tsubaki Ike ligger 139 meter över havet. Den ligger vid sjöarna  Maruyama Ike och Ayame Ike.